# (6175) Cori
(6175) Cori es un asteroide perteneciente al cinturón de asteroides, región del sistema solar que se encuentra entre las órbitas de Marte y Júpiter, más concretamente a la familia de Temis, descubierto el 4 de diciembre de 1983 por Antonín Mrkos desde el Observatorio Kleť, České Budějovice, República Checa.

## Designación y nombre
Designado provisionalmente como 1983 XW. Fue nombrado Cori en homenaje a Carl Ferdinand Cori y Gerty Cori, que fueron bioquímicos estadounidenses nacidos en Praga, un equipo formado por marido y mujer que estudió la influencia hormonal en la interconversión de azúcares en un organismo animal. Ganaron el Premio Nobel de medicina de 1947.

## Características orbitales
Cori está situado a una distancia media del Sol de 3,190 ua, pudiendo alejarse hasta 3,851 ua y acercarse hasta 2,528 ua. Su excentricidad es 0,207 y la inclinación orbital 0,402 grados. Emplea 2081,19 días en completar una órbita alrededor del Sol.

## Características físicas
La magnitud absoluta de Cori es 12,8. Tiene 15,125 km de diámetro y su albedo se estima en 0,07. 